# Čiližská Radvaň
Čiližská Radvaň (in ungherese Csilizradvány) è un comune della Slovacchia facente parte del distretto di Dunajská Streda, nella regione di Trnava.

## Monumenti
Tra i monumenti di Čiližská Radvaň, vi è la chiesa calvinista. Dopo varie vicissitudini (nel corso della storia è stata più volte distrutta e ricostruita), oggi l'edificio religioso è costruito in stile neoclassico.

## Altri progetti

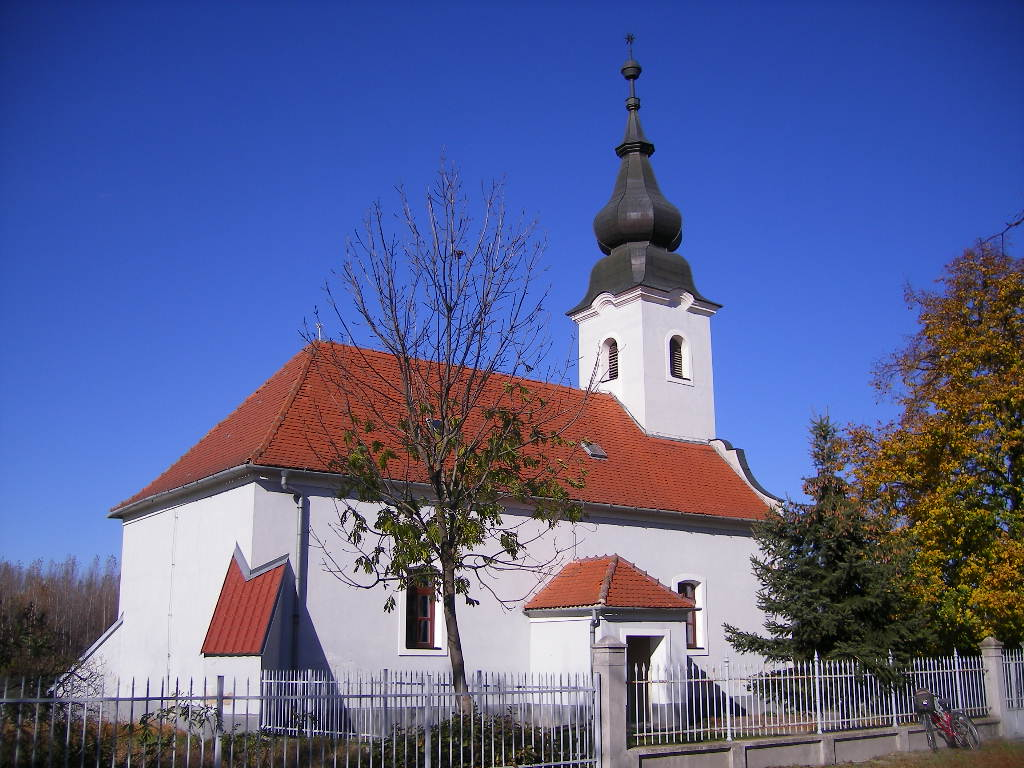
La chiesa calvinista di Čiližská Radvaň